# Mariánské Lázně
Mariánské Lázně também conhecida pelo nome em alemão: Marienbad, é uma cidade tcheca localizada na região de Karlovy Vary, distrito de Cheb‎. É conhecida por ser uma cidadeespá, com famosas fontes de propriedades medicinais, onde grandes personalidades europeias iam passar veraneios. O nome alemão da cidade é usado no título do filme de 1961 de Alain Resnais O Ano Passado Em Marienbad.

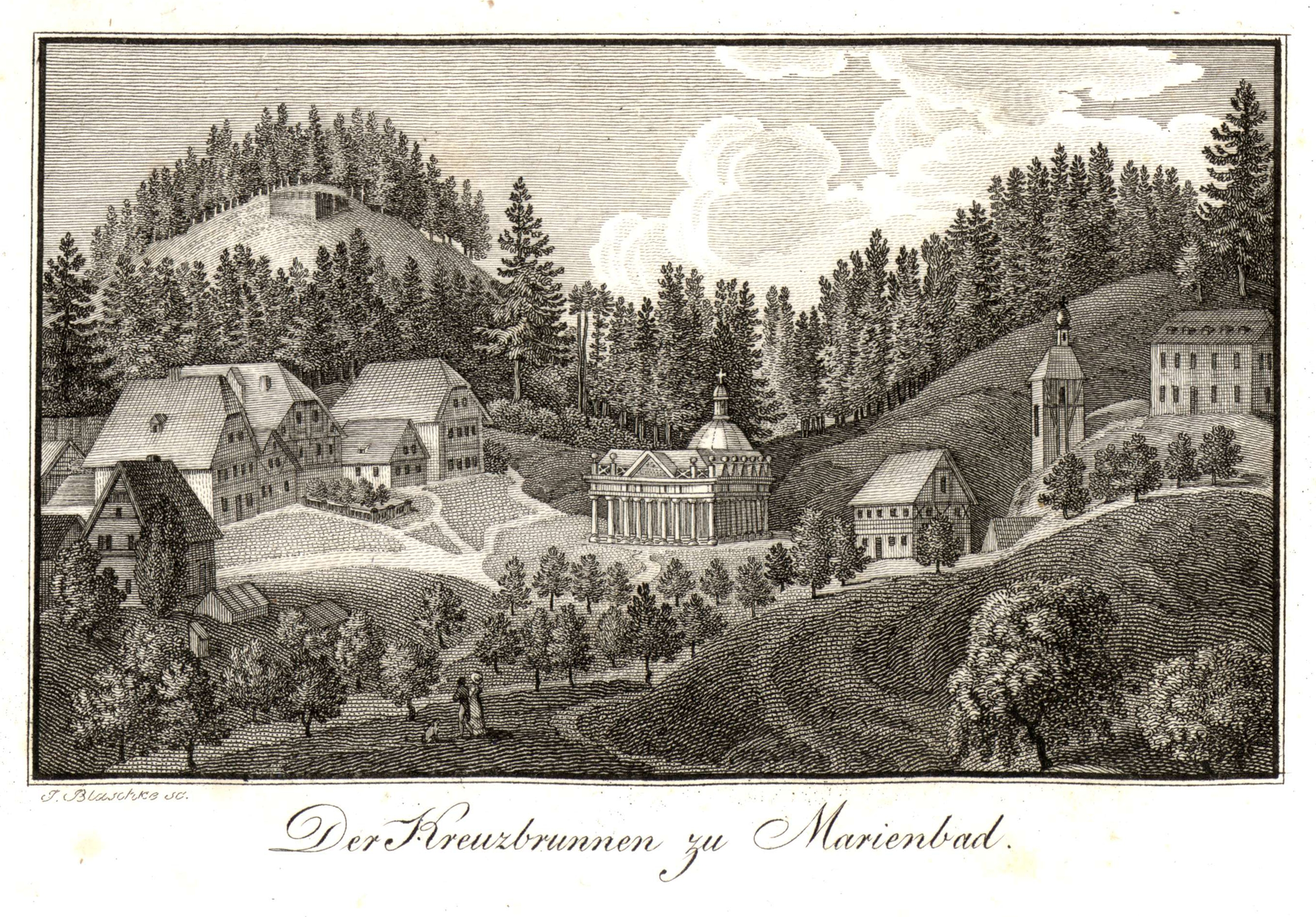
Mariánské Lázně, 1815